# Trinité-et-Tobago aux Jeux olympiques d'été de 2016
Trinité-et-Tobago participe aux Jeux olympiques d'été de 2016 à Rio de Janeiro au Brésil du 5 au 21 août 2016. Il s'agit de sa 17e participation à des Jeux d'été.

## Athlétisme

### Homme

#### Course
| Athlètes                                                           | Compétitions          | Série   | Série | Demi-finales | Demi-finales | Finale  | Finale  |
| ------------------------------------------------------------------ | --------------------- | ------- | ----- | ------------ | ------------ | ------- | ------- |
| Athlètes                                                           | Compétitions          | Temps   | Rang  | Temps        | Rang         | Temps   | Rang    |
| Rondel Sorrillo                                                    | 100 mètres            | 10 s 23 | 3e    | Éliminé      | Éliminé      | Éliminé | Éliminé |
| Keston Bledman                                                     | 100 mètres            | 10 s 20 | 5e    | Éliminé      | Éliminé      | Éliminé | Éliminé |
| Richard Thompson                                                   | 100 mètres            | 10 s 29 | 6e    | Éliminé      | Éliminé      | Éliminé | Éliminé |
| Rondel Sorrillo                                                    | 200 mètres            | 20 s 27 | 3e    | 20 s 33      | 5e           | Éliminé | Éliminé |
| Kyle Greaux                                                        | 200 mètres            | 20 s 61 | 4e    | Éliminé      | Éliminé      | Éliminé | Éliminé |
| Machel Cedenio                                                     | 400 mètres            | 44 s 98 | 1er   | 44 s 39      | 1er          | 44 s 01 | 4e      |
| Lalonde Gordon                                                     | 400 mètres            | 45 s 24 | 1er   | 45 s 13      | 8e           | Éliminé | Éliminé |
| Deon Lendore                                                       | 400 mètres            | 46 s 15 | 6e    | Éliminé      | Éliminé      | Éliminé | Éliminé |
| Mikel Thomas                                                       | 110 mètres haies      | 13 s 68 | 7e    | Éliminé      | Éliminé      | Éliminé | Éliminé |
| Jehue Gordon                                                       | 400 mètres haies      | 49 s 90 | 8e    | Éliminé      | Éliminé      | Éliminé | Éliminé |
| Keston Bledman Rondel Sorrillo Emmanuel Callender Richard Thompson | Relais 4 × 100 mètres | 37 s 96 | 3e    | NC           | NC           | DSQ     | /       |
| Jarrin Solomon Lalonde Gordon Deon Lendore Machel Cedenio          | Relais 4 × 400 mètres | DSQ     | /     | NC           | NC           | Éliminé | Éliminé |

#### Concours
| Athlètes        | Compétitions      | Série    | Série | Finale   | Finale             |
| --------------- | ----------------- | -------- | ----- | -------- | ------------------ |
| Athlètes        | Compétitions      | Résultat | Rang  | Résultat | Rang               |
| Keshorn Walcott | Lancer du javelot | 88,68 m  | 1er   | 85,38 m  | Médaille de bronze |

### Femmes

#### Course
| Athlètes                                                            | Compétitions          | Série   | Série | Demi-Finales | Demi-Finales | Finale   | Finale   |
| ------------------------------------------------------------------- | --------------------- | ------- | ----- | ------------ | ------------ | -------- | -------- |
| Athlètes                                                            | Compétitions          | Temps   | Rang  | Temps        | Rang         | Temps    | Rang     |
| Michelle-Lee Ahye                                                   | 100 mètres            | 11 s 00 | 1er   | 10 s 90      | 2e           | 10 s 92  | 6e       |
| Semoy Hackett                                                       | 100 mètres            | 11 s 35 | 3e    | 11 s 20      | 5e           | Éliminée | Éliminée |
| Kelly-Ann Baptiste                                                  | 100 mètres            | 11 s 42 | 4e    | Éliminée     | Éliminée     | Éliminée | Éliminée |
| Michelle-Lee Ahye                                                   | 200 mètres            | 22 s 50 | 1er   | 22 s 25      | 2e           | 22 s 34  | 6e       |
| Semoy Hackett                                                       | 200 mètres            | 22 s 78 | 2e    | 22 s 94      | 6e           | Éliminée | Éliminée |
| Reyare Thomas                                                       | 200 mètres            | 22 s 97 | 5e    | Éliminée     | Éliminée     | Éliminée | Éliminée |
| Janeil Bellille                                                     | 400 mètres haies      | 56 s 25 | 5e    | 56 s 06      | 6e           | Eliminée | Eliminée |
| Sparkle McKnight                                                    | 400 mètres haies      | 56 s 80 | 5e    | Eliminée     | Eliminée     | Eliminée | Eliminée |
| Semoy Hackett Michelle-Lee Ahye Kelly-Ann Baptiste Khalifa St. Fort | Relais 4 × 100 mètres | 42 s 62 | 3e    | NC           | NC           | 42 s 12  | 5e       |

## Aviron
Légende: FA = finale A (médaille) ; FB = finale B (pas de médaille) ; FC = finale C (pas de médaille) ; FD = finale D (pas de médaille) ; FE = finale E (pas de médaille) ; FF = finale F (pas de médaille) ; SA/B = demi-finales A/B ; SC/D = demi-finales C/D ; SE/F = demi-finales E/F ; QF = quarts de finale; R= repêchage
| Athlète     | Compétition  | Séries        | Séries | Repêchage     | Repêchage | Quarts de finale | Quarts de finale | Demi-finales  | Demi-finales | Finale        | Finale |
| Athlète     | Compétition  | Temps         | Rang   | Temps         | Rang      | Temps            | Rang             | Temps         | Rang         | Temps         | Rang   |
| ----------- | ------------ | ------------- | ------ | ------------- | --------- | ---------------- | ---------------- | ------------- | ------------ | ------------- | ------ |
| Felice Chow | Skiff femmes | 8 min 31 s 83 | 5 R    | 8 min 04 s 91 | 2 QF      | 8 min 02 s 53    | 5 SC/D           | 8 min 20 s 07 | 4 FD         | 7 min 50 s 23 | 22     |

## Cyclisme

### Cyclisme sur piste
Vitesse
| Athlète         | Compétition                 | Qualification | Qualification | 1er tour                 | Repêchages 1             | 2e tour                  | Repêchages 2             | Quarts de finale         | Demi-finales             | Finale                   | Finale |
| Athlète         | Compétition                 | Temps Vitesse | Rang          | Adversaire Temps Vitesse | Adversaire Temps Vitesse | Adversaire Temps Vitesse | Adversaire Temps Vitesse | Adversaire Temps Vitesse | Adversaire Temps Vitesse | Adversaire Temps Vitesse | Rang   |
| --------------- | --------------------------- | ------------- | ------------- | ------------------------ | ------------------------ | ------------------------ | ------------------------ | ------------------------ | ------------------------ | ------------------------ | ------ |
| Njisane Phillip | Vitesse individuelle hommes |               |               |                          |                          |                          |                          |                          |                          |                          |        |